# Buswartehobel

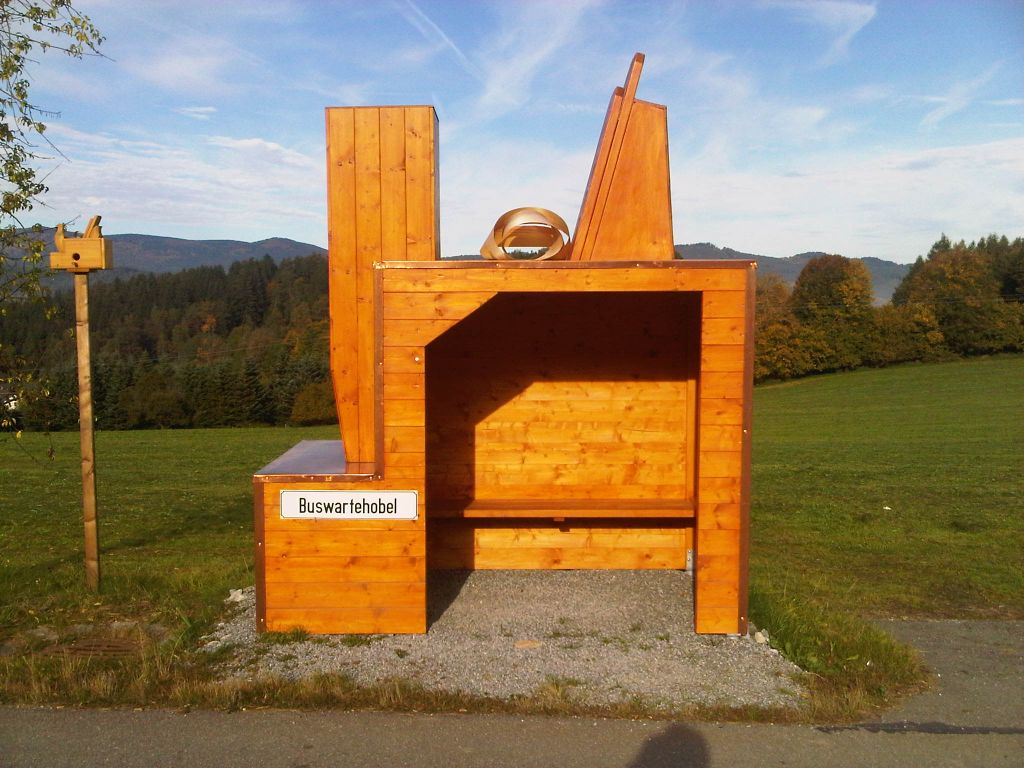
Buswartehobel in Zachenberg

Der Buswartehobel ist ein Wartehäuschen in Zachenberg im Bayerischen Wald in Form eines Hobels. Er steht direkt an der Gemeindeverbindungsstraße zwischen Zachenberg und Köckersried, kurz nach dem Ortsausgang von Zachenberg. 
An dieser Stelle stand über 20 Jahre ein herkömmliches Buswartehäuschen, das morsch und undicht geworden war. Der Buswartehobel wurde von dem ortsansässigen Schreiner Alois Ernst errichtet. Direkt neben dem Buswartehobel ist der Vogelhobel angebracht, ein Nistkasten in Hobelform.